# Podborze (Staniątki)
Podborze – część wsi Staniątki w Polsce, położona w województwie małopolskim, w powiecie wielickim, w gminie Niepołomice.
Dawniej samodzielna wieś i gmina jednostkowa w powiecie bocheńskim. 1 października 1931 zlikwidowana i włączona do Staniątek.
Część Podborza znajduje się w granicach miasta Niepołomice.
W latach 1975–1998 Podborze położone było w województwie krakowskim.